# Hjärtcykeln
Hjärtcykeln delas in i de två huvudsakliga faserna systole och diastole. Under en typisk hjärtfrekvens på 72 slag per minut varav varje cykel cirka 0,8 sekunder med 0,3 sekunder i systole och 0,5 sekunder i diastole. Både systole och diastole kan delas in i mer specifika subkategorier. 